# おいしくるメロンパン
おいしくるメロンパン（Oisicle Melonpan）は、日本のスリーピースロックバンド。レーベルはトイズファクトリー。

## 概要
ボーカル兼ギター担当のナカシマ、ベース担当の峯岸翔雪、ドラム担当の原駿太郎からなる3人組。2015年9月に活動を開始し、東京都を拠点に活動。
峯岸がかねてよりバンド活動がしたいと思っていたところに、ある日高校時代の同級生であった原から「バンドやろうぜ」というメールが届き、峯岸が大学の知り合いであったナカシマを誘いバンドを結成。「おいしくるメロンパン」というバンド名は、ある日ナカシマがメロンパンを食べていた時に「メロンパンが美味しい状態である」ことを表す言葉として思い付いた「おいしくるメロンパン」というワードが由来となっている（ただし、ナカシマ自身は「メロンパンはそんなに好きではない」とも発言している）。
2016年夏、ロッキング・オンが主催するアマチュアアーティストのコンテスト「RO69JACK 2016 for ROCK IN JAPAN FESTIVAL」第16回で優勝を果たす。同年8月6日、「ROCK IN JAPAN FESTIVAL 2016」に出演。
メンバーが影響を受けたバンドに、ナカシマはandymori、相対性理論、People In The Box、峯岸はBLANKEY JET CITY、BUMP OF CHICKEN、原はフジファブリック、銀杏BOYZの名をそれぞれ挙げている。

## メンバー
- ナカシマ（1994年10月16日（30歳） - ） - Vo.&Gt.

福岡県出身。身長165cm。全楽曲の作詞・作曲を担当。学生時代は吹奏楽部の部長をしており、当時の担当楽器はアルトサックス。
- 峯岸翔雪（みねぎし しょうせつ、1994年6月14日（31歳） - ） - Ba.&Cho.

千葉県出身。身長177cm。既婚。スイーツが好き。柄シャツが似合う。
- 原駿太郎（はら しゅんたろう、1994年12月11日（30歳） - ） - Dr.&Cho.

千葉県出身。身長182cm。O型。既婚。マスクをすると顎がはみ出るが、本人は「顎担当という訳ではない」と言っている。

## 来歴
2015年
- 9月29日 - 活動開始。

2016年
- 2月3日 - ライブ会場にて自主制作1stシングルを発売。
- 8月6日 - 「ROCK IN JAPAN FESTIVAL 2016」に出演。
- 9月18日 - 「TOKYO CALLING 2016」に出演。
- 12月7日 - JACKMAN RECORDSより初の全国流通盤である1stミニアルバム『thirsty』をリリース。
- 12月30日 - 「COUNTDOWN JAPAN 16/17」に出演[7]。

2017年
- 9月27日 - 2ndミニアルバム『indoor』をリリース。

2018年
- 7月25日 - 3rdミニアルバム『hameln』をリリース。

2019年
- 7月3日 - 初のデジタルシングル『憧景』をリリース。
- 9月25日 - 4thミニアルバム『flask』をリリース。

2020年
- 4月22日 - 1stライブDVD『flaskレコ発ワンマンツアー2019 〜博士!これ以上はッ…!〜 at 2019.12.18 EX THEATER ROPPONGI』をリリース。同日、デジタルシングル『透明造花』をリリース。
- 6月3日 - 自主制作ネットラジオ『群青雨宿』開始。
- 9月16日 - デジタルシングル『架空船』をリリース。

2021年
- 1月18日 - オフィシャルファンクラブ『わだつみベーカリー』開設。
- 1月20日 - 5thミニアルバム『theory』をリリース。
- 12月8日 - デジタルシングル『夕立と魚』をリリース。

2022年
- 2月9日 - デジタルシングル『Utopia』をリリース。
- 5月4日 - 6thミニアルバム『cubism』をリリース。初の2形態でのリリースとなった。
- 7月27日 - デジタルシングル『マテリアル』をリリース。

2023年
- 1月18日 - デジタルシングル『夜顔』をリリース。
- 4月19日 - 7thミニアルバム『answer』をリリース。
- 8月2日 - デジタルシングル『シンメトリー』をリリース。

2024年
- 1月19日 - LINE CUBE SHIBUYAにて初のホールワンマンを開催。
- 1月31日 - デジタルシングル『五つ目の季節』をリリース。
- 5月1日 - 8thミニアルバム『eyes』をリリース。初の3形態でのリリースとなった。
- 6月8日 - 2ndライブDVD『おいしくるメロンパン answer tour -結ぶリボンの方程式-at 2024.01.19 LINE CUBE SHIBUYA（渋谷公会堂）』を各ライブ会場、オンラインショップにて限定リリース。
- 8月21日 - デジタルシングル『渦巻く夏のフェルマータ』をリリース。
- 9月6日 - 8.5thミニアルバム『phenomenon』をデジタル及び各ライブ会場、オンラインショップにて限定リリース[注 1]。

2025年
- 2月5日 - デジタルシングル『千年鳥』をリリース。
- 4月23日 - 9thミニアルバム『antique』をリリース。
- 6月25日 - デジタルシングル『未完成に瞬いて』をリリース。
- 8月6日 - デジタルシングル『群青逃避行』をリリース。
- 10月1日 - 10thミニアルバム『bouquet』をリリースし、トイズファクトリーからメジャーデビュー[8]。

## ディスコグラフィー

### 配信限定シングル
|      | 発売日        | タイトル               | 収録アルバム |
| ---- | ------------- | ---------------------- | ------------ |
| 1st  | 2019年7月3日  | 憧景                   | flask        |
| 2nd  | 2020年4月22日 | 透明造花               | theory       |
| 3rd  | 2020年9月16日 | 架空船                 | theory       |
| 4th  | 2021年12月8日 | 夕立と魚               | 未収録       |
| 5th  | 2022年2月9日  | Utopia                 | cubism       |
| 6th  | 2022年7月27日 | マテリアル             | answer       |
| 7th  | 2023年1月18日 | 夜顔                   | answer       |
| 8th  | 2023年8月2日  | シンメトリー           | eyes         |
| 9th  | 2024年1月31日 | 五つ目の季節           | eyes         |
| 10th | 2024年8月21日 | 渦巻く夏のフェルマータ | antique      |
| 11th | 2025年2月5日  | 千年鳥                 | antique      |
| 12th | 2025年6月25日 | 未完成に瞬いて         | bouquet      |
| 13th | 2025年8月6日  | 群青逃避行             | bouquet      |

### 楽曲提供
| 発売日         | 楽曲タイトル       | アーティスト名       | 作詞         | 作曲         | 編曲                 | 備考                                                                                    |
| -------------- | ------------------ | -------------------- | ------------ | ------------ | -------------------- | --------------------------------------------------------------------------------------- |
| 2021年2月24日  | 空色パズルピース   | 真っ白なキャンバス   | ナカシマ     | ナカシマ     | おいしくるメロンパン | アルバム『共創』に収録。                                                                |
| 2023年11月15日 | 猫とメリケンサック | ももすももす         | ももすももす | ももすももす | ナカシマ             | 配信シングル「猫とメリケンサック」、アルバム『白猫浪漫』に収録。                        |
| 2025年3月17日  | きらめく絆創膏     | 名取さな             | ナカシマ     | ナカシマ     | ナカシマ             | 配信シングル「きらめく絆創膏」に収録。                                                  |
| 2025年7月30日  | 蝶々むすび         | 765 MILLION ALLSTARS | ナカシマ     | ナカシマ     | ナカシマ             | シングル「THE IDOLM@STER MILLION LIVE! 蝶々むすび」に収録。演奏にはメンバー全員が参加。 |

### その他
自主制作1stシングル
「色水」「シュガーサーフ」「夕立と魚」の3曲を収録。2016年2月3日のライブで初販売、2016年12月6日をもって廃盤。
ファミチキ
ナカシマの弾き語りによる3曲入りCD。2016年9月25日のイベントにて無料配布。
JAPAN’S NEXT 2016→2017 SPECIAL CD
「ROCKIN'ON JAPAN」2017年2月号付録。「色水」を収録。
夕立と魚
ファンクラブ早期入会特典として配布。デジタルシングルと同音源を収録。

## タイアップ一覧
| 使用年 | 曲名           | タイアップ                                               |
| ------ | -------------- | -------------------------------------------------------- |
| 2025年 | 未完成に瞬いて | TVアニメ「フードコートで、また明日。」オープニングテーマ |

## 動画

### トレーラー
| 公開日        | タイトル              |
| ------------- | --------------------- |
| 2018年7月13日 | 『hameln』トレーラー  |
| 2019年9月6日  | 『flask』トレーラー   |
| 2023年4月10日 | 『answer』トレーラー  |
| 2024年4月28日 | 『eyes』トレーラー    |
| 2025年4月16日 | 『antique』トレーラー |